# Шаторенар (Лоаре)
Шаторенар (фр. Châteaurenard) насеље је и општина у централној Француској у региону Центар (регион), у департману Лоаре која припада префектури Монтаржи.
По подацима из 2004. године у општини је живело 2 397 становника, а густина насељености је износила 59,4 становника/km². Општина се простире на површини од 40,34 km². Налази се на средњој надморској висини од 113 m метара (максималној n. c. m, а минималној n. c. m).

## Демографија
| 1962. | 1968. | 1975. | 1982. | 1990. | 1999. | 2011. |
| ----- | ----- | ----- | ----- | ----- | ----- | ----- |
| 2.061 | 2.120 | 2.171 | 2.223 | 2.302 | 2.389 | 2.255 |

График промене броја становника у току последњих година